# Hell's Ground
Pour plus de détails, voir Fiche technique et Distribution.
Hell's Ground (Zibahkhana) est un thriller d'horreur pakistano-britannique écrit et réalisé par Omar Ali Khan, sorti en 2007.

## Synopsis
Après avoir menti à leurs parents et fait le mur pour assister à un concert de rock, cinq adolescents quittent leur banlieue d'Islamabad et voyagent à travers la nature sauvage. Leur van tombe en panne et ils se retrouvent à la merci de zombies mangeurs de chair, d'un auto-stoppeur menaçant et d'une tueuse couverte de sang.

## Fiche technique
- Titre original : Zibahkhana
- Titre français : Hell's Ground
- Réalisation : Omar Ali Khan
- Scénario : Omar Ali Khan et Pete Tombs
- Montage : Andy Starke (en)
- Musique : Stephen Thrower
- Photographie : Najaf Bilgrami
- Production : Omar Ali Khan, Andy Starke (en) et Pete Tombs
- Pays de production :  Pakistan,  Royaume-Uni
- Langue originale : ourdou, anglais
- Format : couleur
- Genre : Horreur, Thriller
- Durée : 77 minutes
- Dates de sortie :
  - Pakistan : 21 décembre 2007

## Distribution
- Kunwar Ali Roshan : Vicky
- Rooshanie Ejaz : Ayesha
- Rubya Chaudhry : Roxy
- Haider Raza : Simon
- Osman Khalid Butt : O.J.
- Rehan : Deewana
- Najma Malik : vieille femme dans la forêt
- Sultan Billa : bébé
- Saleem Mairaj : Balay
- Razia Malik : Ajah
- Ashfaq Bhatti : père de Simon
- Abida Shaheen : mère de Simon
- Adnan Malik : victime yuppie
- Shagufta Hamayun : mère d'Ayesha
- Mai Billi : Billo
- Daisy et Sharmilee : Transgenres
- Zarina Bibi : porteuse d'eau contaminée
- Tariq Mehmood Virk : leader du groupe de rock
- Samad Khan : journaliste